# چیاخارخاپاتل
چیاخارخاپاتل (به اسپانیایی: Chiajarjapata) یک کوه در پرو است که در منطقه پونو واقع شده‌است. چیاخارخاپاتل ۵٬۰۱۴ متر بالاتر از سطح دریا واقع شده‌است.